# Antal László (közgazdász)
Antal László (Budapest, 1943. január 22. – 2008. szeptember 26.) nemzetközi hírű magyar közgazdász, az MTA doktora, oktató. Antal Gergely nemzetközi sakknagymester édesapja.

## Élete
1967-ben végzett a Marx Károly Közgazdaságtudományi Egyetemen pénzügy szakon. 1968-tól a Pénzügyminisztérium Közgazdasági Főosztályán dolgozott Faluvégi Lajos alatt. A Pénzügyi Szemle c. szakfolyóirat szerkesztője volt, majd miniszteri tanácsos. 1977-1987 között a Pénzügykutató Intézet tudományos osztályát vezette, majd 1987-1988-ban igazgatóhelyettese volt. 1986-ban szerezte meg a közgazdaság-tudomány kandidátusa címet. 1989-ben pénzügyminiszter-helyettessé nevezték ki.
1988 tavaszán az MSZMP belső reformellenzékével részt vett az Új Márciusi Front megalakításában.
Az 1994-es, 1998-as és 2006-os országgyűlési választásokon a Szabad Demokraták Szövetsége országos listáján indult.
2008. szeptember 26-án hunyt el. A Fiumei úti sírkertben temették el.

## Munkahelyei
1967-68 között a Pénzügyi Szemle szerkesztője volt. 1968-77 között a Pénzügyminisztérium munkatársa, majd tanácsosa. 1977-től 1988-ig a Pénzügykutatási Intézet tudományos osztályvezetője, később igazgatóhelyettese, ez alatt 1982-1985 között az MTA Közgazdaságtudományi Intézetében a tőkeáramlás-kutatás vezetésével foglalkozott. 1989-1990 között a Minisztertanács Gazdaságpolitikai Titkárságában kormányfőtanácsos, majd miniszterhelyettes, a Testület vezetője.
A rendszerváltás után a Konjunktúra- és Piackutató Intézet tudományos főmunkatársaként dolgozott. 1990-1991-ben, a Magyar Nemzeti Bank elnöki tanácsadója volt. 1991-1992 között a Kopint-Datorg tudományos igazgatója. 1992-ben a Magyar Külkereskedelmi Bank elnöki tanácsadója lett. 1990-1994 között a Közép-európai Gazdaságkutató és Tanácsadó Kft. (CERC) tagja (alapító). 1994-1998 között Pénzügyminiszteri tanácsadóként működött Békesi László, Bokros Lajos és Medgyessy Péter pénzügyminiszterek mellett. 1997-1998-ban a Budapesti Pénzügyi Központ Rt. felügyelőbizottsági elnöke volt. 1995-2001 között ismét a Magyar Nemzeti Bank elnöki tanácsadója, már csak részmunkaidőben.
2002-2006 között az Informatikai Minisztérium miniszteri tanácsadója és a Miniszterelnöki Hivatal gazdaságpolitikai tanácsadója.

## További tagságai
- 1970–1974: a Magyar Közgazdasági Társaság Pénzügyi Szakosztályának titkára
- 1994–2008: az MTA Pénzügytani Bizottságának tagja
- 1994–2002: a Magyar Közgazdasági Társaság Pénzügyi Szakosztályának elnöke (Ebben a periódusban minden évben a közgazdász-vándorgyűlés előadója)
- 2006–2008: az MTA Közgazdaságtudományi Bizottságának tagja

A Mozgó Világ szerkesztőségi tagja és kuratóriumi tag; Külgazdaság és a Napi Gazdaság szerkesztőbizottsági tagja; az Európai Utas kuratóriumi tagja.

## Oktatási tevékenysége
1973-1982 között a Marx Károly Közgazdaságtudományi Egyetemen tartott féléves szemináriumot a magyar gazdasági mechanizmusról. Hallgatói fanyar humorú oktatónak ismerték meg. 1997-1998 között a Láthatatlan Kollégium tutora volt. 1990-1991 között a Közgazdaságtudományi Egyetem pénzügy szakán tartott előadást az 1980-as évek pénzügyeiről. 2001-ben makropénzügyekről oktatott a BKÁE-n. 2004-től a BME-n folyó PhD-képzésben féléves gazdaságpolitikai kurzust tartott. 2006-tól a Debreceni Egyetem Közgazdaságtudományi Karán PhD-hallgatók témavezetésével, irányításával foglalkozott.

## Munkássága
Antal László a reformközgazdászok közé tartozott. Tudományos publikációiban kiemelten szerepet kapott a magyarországi tőkeáramlás, valamint a fenntartható növekedés témaköre.
A szocialista tervgazdaság késői korszakára jellemző alkumechanizmusait tárta fel 1979-ben megjelent Fejlődés – kitérővel c. iskolateremtő műve. 1985-ben jelent meg könyv alakban kandidátusi disszertációja, az 1970-1980-as évek gazdasági-politikai korrajzát adó Gazdaságirányítási és pénzügyi rendszerünk a reform útján.
1986-ban mintegy 60 társával közreműködött a Fordulat és reform című tanulmány elkészítésében, mely 1987-ben jelent meg a Medvetánc című folyóirat 1987/2. számában. 
1988 tavaszán az MSZMP belső reformellenzékével részt vett az Új Márciusi Front megalakításában.
A piacgazdasági átalakulást, a kor fontosabb makrogazdasági és gazdaságpolitikai kérdéseit az elméleti közgazdaságtan eszközeivel elemzi, értékeli a 2004-ben megjelent, Fenntartható-e a fenntartható növekedés? c. könyvében.

## Főbb művei
- Fejlődés – kitérővel (1979)
- Gazdaságirányítási és pénzügyi rendszerünk a reform útján (1985, Közgazdasági és Jogi könyvkiadó, ISBN 963-221-650-4)
- Tőkeáramlás Magyarországon (Várhegyi Évával, Budapest, 1987, Közgazdasági és Jogi Könyvkiadó, ISBN 963-221-688-1)
- Fenntartható-e a fenntartható növekedés? (2004, Líra és Lant, ISBN 9789632163123)

## Díjai, elismerései
- 1980 – Akadémiai nívódíj (A Fejlődés – kitérővel című tanulmányért)
- 1985 – Lengyel Gyula emlékérem
- 1995 – Heller Farkas díj
- 1997 – Popovics Sándor díj
- 2002 – A Magyar Érdemrend parancsnoki keresztje